# San Ardo
San Ardo és una concentració de població designada pel cens dels Estats Units a l'estat de Califòrnia. Segons el cens del 2000 tenia 501 habitants.

## Demografia
Segons el cens del 2000, San Ardo tenia 501 habitants, 157 habitatges, i 110 famílies. La densitat de població era de 429,9 habitants/km².
Dels 157 habitatges en un 41,4% hi vivien nens de menys de 18 anys, en un 47,1% hi vivien parelles casades, en un 10,2% dones solteres, i en un 29,3% no eren unitats familiars. En el 24,2% dels habitatges hi vivien persones soles el 7,6% de les quals corresponia a persones de 65 anys o més que vivien soles. El nombre mitjà de persones vivint en cada habitatge era de 3,19 i el nombre mitjà de persones que vivien en cada família era de 3,82.
Per edats la població es repartia de la següent manera: un 35,3% tenia menys de 18 anys, un 11,8% entre 18 i 24, un 27,7% entre 25 i 44, un 15,8% de 45 a 60 i un 9,4% 65 anys o més.
L'edat mediana era de 27 anys. Per cada 100 dones de 18 o més anys hi havia 114,6 homes.
La renda mediana per habitatge era de 25.208 $ i la renda mediana per família de 31.500 $. Els homes tenien una renda mediana de 30.417 $ mentre que les dones 14.375 $. La renda per capita de la població era d'11.379 $. Entorn del 15,4% de les famílies i el 24% de la població estaven per davall del llindar de pobresa.

## Poblacions més properes
El següent diagrama mostra les poblacions més properes.